# Енеді Маркіта Карлівна
Маркіта Карлівна Енеді (нар. 1936, тепер Закарпатської області — ?) — українська радянська діячка, бригадир валяльного цеху, начальник відділу Хустської фетрофільцевої фабрики Закарпатської області. Депутат Верховної Ради СРСР 6-го скликання.

## Біографія
Народилася в родині робітника. Освіта середня.
У 1952—1958 роках — валяльниця Хустської фетрофільцевої фабрики головних уборів Закарпатської області.
Член КПРС з 1956 року.
З 1958 року — бригадир бригади комуністичної праці валяльного цеху, начальник відділу Хустської фетрофільцевої фабрики Закарпатської області.

## Нагороди
- орден Леніна
- орден Трудового Червоного Прапора
- медалі